# Mitat Rifat
Mitat Rifat a fost un lider spiritual al tătarilor din România, imam, Muftiul comunității musulmane din România. A servit ca muftiu în perioada 1947-1947 fiind precedat de Reșit Seit-Velí și succedat de Septar Mehmet Yakub.